# Guaca (Colombie)
Guaca est une municipalité colombienne située dans le département de Santander.